# Association territoriale des céréaliers
L'Association territoriale des céréaliers (Territoriale Grain Growers' Association, TGGA) était une association d'agriculteurs fondée en 1902, active dans l'Ouest du Canada au début du 20e siècle, dans ce qui était alors les Territoires du nord-ouest et qui est devenu plus tard les provinces canadiennes de la Saskatchewan et de l'Alberta. La TGGA fut la voix des agriculteurs dans leur lutte contre les négociants en grains et les chemins de fer. Elle a joué un rôle important dans l'obtention d'une législation favorable aux céréaliers dans ces deux provinces canadiennes puis dans la création des premières Coopératives céréalières au Canada. Quand la Saskatchewan et l'Alberta sont devenues des provinces, la TGGA s'est scindée en deux et a été remplacée par l'Association des agriculteurs de l'Alberta et la Saskatchewan Grain Growers' Association, puis a donné naissance à des coopératives.

## Arrière-plan historique
À la fin du XIXe siècle, la construction, de 1881 à 1885, du Chemin de Fer Canadien Pacifique (CFCP), reliant les deux océans, l'amène à traverser les montagnes Rocheuses au milieu des terres contrôlées par la Nation des Pieds-Noirs, ce qui commence à inquiéter les investisseurs. En mars 1885, la Rébellion du Nord-Ouest éclata en Saskatchewan et le CFCP, qui s'appelle alors « Grand Trunk Pacific Railway », coté en Bourse de Londres depuis 1860, parvient à transporter des troupes en 9 jours alors que certaines sections n'avaient pas encore été utilisées, et la rébellion fut rapidement écrasée, ce qui suscite la gratitude, financière et réglementaire, du gouvernement canadien.
La compagnie ferroviaire est alors autorisée à distribuer des terres aux compagnies de négoce des céréales pour qu'elles y construisent des silos-élévateurs, destinés à faciliter l'écoulement des récoltes. Les trois-quarts appartiennent à cinq firmes négociantes, toutes basées sur le Winnipeg Grain Exchange, fondé en 1887. En 1897, elles forment la "Northwest Grain Dealers Association", qui obtient la "Loi sur le transport du grain de l'Ouest", plafonnant les tarifs de transport des céréales, qui ne sera abrogée qu'en 1983. Parallèlement, le «Manitoba Number One Northern», variété de blé de force roux de printemps, introduite dans les années 1870, acquiert la réputation de meilleur blé de meunerie à pain blanc, offrant dans foulée aux Prairies canadiennes celle de «corbeille à pain du monde», au tournant du siècle. La production agricole attire vers ces Prairies canadiennes des milliers d'immigrants venant de l'Est du pays, de la Grande-Bretagne, de l'Europe centrale et de l'Europe de l'Est à la suite de l'encouragement à l'immigration massive par Clifford Sifton, ministre de l'intérieur du gouvernement de Sir Wilfrid Laurier en 1896. Sifton établit des offices coloniaux en Europe. Alors que la plupart des immigrants venaient du Royaume-Uni et des États-Unis, le Canada reçu un afflux important d'ukrainiens, doukhobors ou de l'empire autrichien. Entre 1891 et 1914, plus de trois millions de personnes immigrèrent, majoritairement d'Europe continentale, le long de la voie de chemin de fer
Les premiers silos-élévateurs apparus dans les années 1870 se multiplient: près de 6000 sont construits dans les soixante années qui suivent, le long des voies ferrées, à une distance variant de 11 à 18 kilomètres l'un de l'autre, en général un entrepôt vertical fait de madriers couchés horizontalement pour supporter l'énorme pression d'une capacité de stockage de 25 000 à 35 000 boisseaux de blé. De nos jours, environ un millier de ces silos en bois sont encore en place. Dès les années 1900, la culture du blé devient le pivot de l'économie des Prairies canadiennes et imprègne leur mode de vie.
Au début du 20e siècle, cette association des négociants, en relation étroite avec la Bourse aux Grains de Winnipeg, contrôle plus de deux tiers des silos-élévateurs à grains dans les Prairies canadiennes. Ces grandes entreprises de silos-élévateurs sont accusées de travailler en connivence avec le Chemin de Fer Canadien Pacifique (CFCP), en situation de monopole pour forcer les agriculteurs à accepter des prix bas pour leurs grains qu'ils revendent plus haut ensuite, en profitant de leur contrôle de l'information et des mouvements de prix sur la Bourse aux Grains de Winnipeg. L'association contrôle plus de deux tiers des silos-élévateurs à grains dans les Prairies canadiennes. Ces pratiques déloyales suscitèrent la frustration et la colère parmi des agriculteurs, comme le décrit leur leader William Richard Motherwell.
Lorsqu'il y avait pénurie de wagons de chemins de fer, ils étaient aussi accusés de donner un traitement préférentiel aux entreprises au détriment des paysans. Des quantités significatives de récolte des grains sont alors chargés sur des charrettes et vendus par les agriculteurs dans la rue, plutôt que sur la Bourse aux Grains de Winnipeg.

## Fondation de l'association

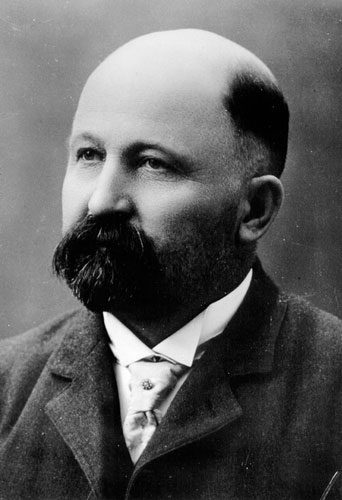
William Richard Motherwell (1860-1943), fondateur de la TGGA

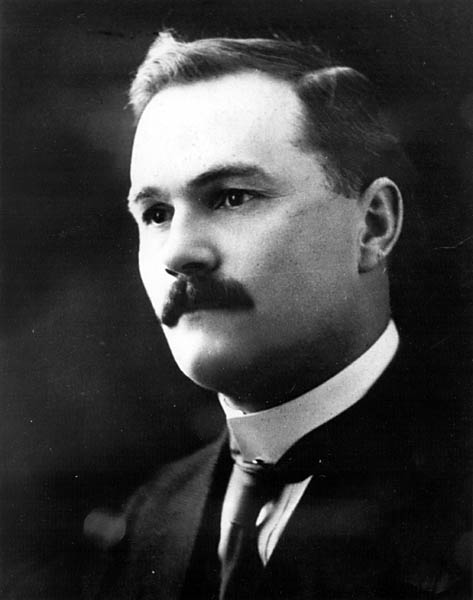
Charles Avery Dunning (1885-1958)

La fondation de l'Association territoriale des cultivateurs de céréales a eu lieu sur fond d'élaboration de la "Loi de 1902 sur les Grains du Manitoba", élaborée en 1900, adoptée en 1901 et amendée en 1902. Cette loi avait été conçue pour prévenir ces abus et assurer des pratiques loyales et des prix justes, afin de favoriser l'essor spectaculaire du commerce des céréales dans les provinces des Prairies canadiennes de l'ouest du Canada.
Il y avait eu une récolte céréalière exceptionnelle cette année-là et les agriculteurs ont constaté qu'ils ne pouvaient pas obtenir l'accès de leurs produits aux marchés, parce que le Chemin de Fer Canadien Pacifique (CFCP) et les sociétés céréalières n'avaient toujours pas adopté une pratique conforme à la loi. Près de la moitié de la récolte a été perdue en raison du manque d'espace dans les silos-élévateurs à grains et le manque de wagons wagons céréaliers du Chemin de Fer Canadien Pacifique (CFCP).
En novembre 1901, deux paysans, John Sibbold et John A. Millar, ont organisé une conférence de "l'indignation" qui a réuni, dans le centre d'expédition des céréales de la "Tête d'Indien", au Saskatchewan, une cinquantaine de producteurs, unis dans "l'opposition aux sociétés" de négoce, qu'ils ont stigmatisées comme leurs "oppresseurs".
En décembre 1901, William Richard Motherwell (1860-1943) et Peter Dayman, du district d'Abernathy, ont organisé une réunion de suivi à la "Tête d'Indien". Les agriculteurs sont tombés d'accord pour créer la TGGA. Ils ont nommé William Richard Motherwell président provisoire et John Millar comme secrétaire provisoire. Une réunion a eu lieu le 6 janvier 1902 pour rédiger les statuts de l'association. Motherwell et Matthieu Neige, de Wolseley, ont commencé à visiter la région et encourager les agriculteurs à former des associations locales de la TGGA.
La première convention annuelle de la TGGA a eu lieu le 1er février 1902, en présence de délégués de 38 groupes locaux, sachant que le nombre d'adhérents était de 500. Pour s'assurer qu'elle pourrait parler au nom de tous les agriculteurs, la TGGA a pris soin d'éviter toute association avec un parti politique.
Charles Avery Dunning (1885-1958), qui deviendra plus tard Premier ministre de la Province de Saskatchewan, a été nommé directeur de la TGGA puis est devenu plus tard son vice-président.

## Modifications à la Loi sur les céréales
Les délégués à la réunion de février ont approuvé trois recommandations proposées par William Richard Motherwell pour des modifications à la "Loi de 1902 sur les Grains du Manitoba". Les recommandations ont été débattues à la Chambre des Communes le 17 mars 1902 et il a été adopté des amendements à cette "Loi de 1902 sur les Grains du Manitoba" avec peu de modifications, le 19 mai 1902.
La "Loi de 1902 sur les Grains du Manitoba" a également été modifié pour exiger que le Chemin de Fer Canadien Pacifique pour couvrir le coût des terrains et des voies d'évitement quand quelqu'un dans un délai de quarante milles d'un parement appliqué à construire une plate entrepôt, et de construire une plate-forme de chargement lors de la dix agriculteurs officiellement la demande. Toutefois, la loi ne permettait pas d'assurer l'exécution, et au cours de la récolte exceptionnelle de 1902, il y a eu encore une pénurie de wagons céréaliers et le Chemin de Fer Canadien Pacifique a clairement favorisé  dans l'attribution des wagons céréaliers.
William Richard Motherwell et Peter Dayman sont allés à Winnipeg pour se plaindre à la direction locale du Chemin de Fer Canadien Pacifique, où on leur a dit que le chemin de fer avait de la difficulté à s'adapter à la croissance rapide de la production de blé.

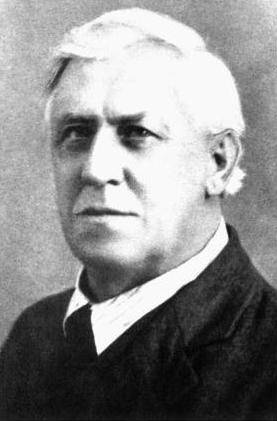
Edward Alexander Partridge (1861-1931)

Il n'y a aucune amélioration visible dans la situation, et après quelques mois, la TGGA a présenté une plainte formelle contre le Chemin de Fer Canadien Pacifique et son agent commissaire de l'entrepôt de Sintaluta. Le 28 novembre 1902, la justice regarda de près le cas soumis et commença la procédure judiciaire. Le défendeur a été déclaré coupable et condamné à 50 dollars d'amende. Le Chemin de Fer Canadien Pacifique a interjeté appel de la décision, mais a perdu devant la Cour Suprême de ce qui était encore les "Territoires du Nord-Ouest". Immédiatement après la décision, les agriculteurs se sont aperçus que Chemin de Fer Canadien Pacifique a rendu ses wagons céréaliers beaucoup plus facilement disponibles.
En 1903, deux agents de la MGGA accompagné à Ottawa William Richard Motherwell et J. B. Gillespie, de la TGGA, où ils ont rencontré les représentants des chemins de fer et les sociétés céréalières afin de réécrire le libellé de la . Le nouveau texte a été présenté comme un amendement à la "Loi de 1902 sur les Grains du Manitoba" qui a été adoptée dans sa version finale cette année-là.
Avec l'adoption de ces amendements à la"Loi de 1902 sur les Grains du Manitoba" , la TGGA avait atteint son principal objectif et a perdu de son élan.

## L'activité de l'association après 1905 et les coopératives
Edward Alexander Partridge, de Sintaluta, a commencé à pousser la TGGA membres à exiger plus de contrôle du système de classement et d'inspection des silos-élévateurs à grains.
L'Association locale de la TGGA à Sintaluta a été préoccupée par le fonctionnement de la Bourse aux Grains de Winnipeg. Ils ont persuadé le gouvernement fédéral de nommre un "chien de garde" pour s'assurer que la Bourse réservait un traitement honnête aux producteurs de grain et ils ont envoyé Edward Alexander Partridge à Winnipeg en janvier-février 1905, en mission d'observation. Il a été mal accueilli et s'est déclaré ensuite convaincu que la Bourse aux Grains de Winnipeg n'était pas intéressée par les agriculteurs.
En 1905, l'Alberta et la Saskatchewan sont devenues provinces du Canada. La direction générale de la TGGA pour l'Alberta, est devenue l'Association des Agriculteurs de l'Alberta (AAA), sous la direction de Riz Sheppard, de la région de Strathcona. En 1906, la TGGA se rebaptisa la Saskatchewan Grain Growers' Association (SGGA).
Le 27 janvier 1906, le Groupement des Producteurs de Grain (GGGC) a été fondé, comme une société coopérative pour gérer la commercialisation du grain. Actif au sein de la Territorial Grain Growers Association (TGGA), Edward Alexander Partridge, enseignant, agriculteur, et militant radical et son frère Harry sont les principaux instigateurs. Ce fut une des premières étapes du développement des Coopératives céréalières au Canada et le début d'une nouvelle lutte avec les entreprises de stockage des grains. Les Coopératives céréalières au Canada vendent directement aux minotiers et aux acheteurs européens.
En 1908, la "Commission Partridge", menée par Edward Alexander Partridge, répertorie les autres "mauvaises pratiques", comme "la prise en compte abusive des impuretés", ou le fait de donner un poids faussé lorsque des grains sont vendus par les agriculteurs dans la rue ou classés en entrepôts, ainsi que le défaut de fournir des appareils de nettoyage, ou encore la baisse de l'espace de stockage alloué aux céréaliers, et les usages permettant de refuser d'expédier du grain, malgré la commande effectuée par un cultivateur, même lorsque les frais de stockage le permettent.
En 1909, l'Association des Agriculteurs de l'Alberta (AAA) a fusionné avec la Société Américaine de l'Équité, un autre groupe de l'Alberta, pour former les Fermiers Unis de l'Alberta (UFA), une autre étape du développement des Coopératives céréalières au Canada. Motherwell allait devenir ensuite ministre provincial de l'agriculture puis ministre fédéral de l'agriculture.